# Jonas Lie (maler)
 For alternative betydninger, se Jonas Lie. (Se også artikler, som begynder med Jonas Lie)
Jonas Lie (født 29. april 1880 i Moss ; død 10. januar 1940 i New York City) var en norskfødt maler der fra 1890'erne virkede i USA.
Efter farens død i 1892 boede Lie en periode i Paris hos sin onkel, forfatteren Jonas Lie,
og flyttede derefter til sin amerikanske mor i New York,
hvor han i en periode måtte bidrage til familiens trange økonomi ved arbejde som tekstildesigner på en bomuldsfabrik, mens han uddannede sig på kunstskoler i New York om aftenen.
1913 var Jonas Lie en af arrangørerne af Armory Show i New York, hvor også europæiske avantgarde-kunstnere udstillede i USA. Han deltog selv med fire malerier på denne udstilling: The Black Teapot, The Quarry, At the Aquarium og A Hill Top (Den sorte tekande, Stenbruddet, Ved akvariet og En bakketop). 

I 1919 var han en af grundlæggerne af American Society of Painters, Sculptors and Gravers, også kaldt New Society of Artists.
Som noget af det sidste arbejdede Lie 1939 med National Academys udstilling på verdensudstillingen i New York i 1939, hvor han også selv var repræsenteret. Hans helbred var da svagt, og han døde året efter af lungebetændelse.
| - Jonas Lie portrætteret - Februar 1922 i tidsskriftet Shadowland (en) - Juli 1923 i Shadowland |

| - Værker af Jonas Lie - View of the Seine Parti fra Seinen (1909) Cummer Museum of Art - Morning On The River Morgen på floden, (1911-1912) Memorial Art Gallery, Rochester - Path of Gold 'Guldets vej', 1914 , Parti ved East River, Brooklyn Bridge High Museum of Art, Atlanta - The Old Ships Draw to Home Again De gamle skibe vender hjem, (ca. 1920), Brooklyn Museum - When the Boats Come In Når skibene lægger til, (ca. 1921) Museum of Fine Arts, Boston - Out to Sea Til søs, (ca. 1924) Cleveland Museum of Art |